# 扎斯盧奇恰
51°35′40″N 26°40′9″E / 51.59444°N 26.66917°E
扎斯盧奇恰（烏克蘭語：Заслуччя），是烏克蘭西北部的村莊，隸屬里夫內州的薩爾內區。該村面積1.02平方公里，海拔高度140米，2001年人口866，人口密度每平方公里849人。